# Teresa Cristina de Sajonia-Coburgo y Braganza
Teresa Cristina María Josefa Ignacia Benicia Micaela Gabriela Rafaela Gonzaga de Sajonia-Coburgo-Gotha y Braganza (en alemán: Theresa Christina Maria Josepha Ignatia Benizia Michaela Gabriele Raphaele Gonzaga von Sachsen-Coburg und Gotha und Braganza; Turingia, Austria, 23 de agosto de 1902 - Villach, Austria, 24 de enero de 1990),  Princesa de Sajonia-Coburgo-Gotha y  Princesa de Sajonia-Coburgo y Braganza. Fue jefe de la  rama de Sajonia-Coburgo y Braganza desde 1934 hasta 1990.

## Biografía
Doña Teresa Cristina era la hija del  Príncipe Augusto Leopoldo de Sajonia-Coburgo y Braganza (1867-1922) y  Carolina de Habsburgo, Archiduquesa d'Austria (1869-1945) y fue la única hija de mantener la nacionalidad brasileña. Heredó de su tío  Don Pedro Augusto de Sajonia-Coburgo y Braganza como jefe de la rama de Sajonia-Coburgo y Braganza. 
Se casó con Lamoral Taxis, Baron de Bordogna y Valnigra el 6 de octubre de 1930 en Salzburgo, Austria. La pareja tuvo cuatro hijos:
- Carlos Tasso de Sajonia-Coburgo y Braganza (1931), quien sucedió a su madre como jefe de la rama de Sajonia-Coburgo y Braganza. Se casó en 1956 con  Denyse Paes de Almeida (de quien se divorció en 1967) y en segundas nupcias en 1969 con Walburga Rosa de Habsburgo, Archiduquesa de Austria.
- Alice de Sajonia-Coburgo y Braganza (1936). Se casó en 1956 con Michele Formentini, Conde de Tolmino y Biglia.
- Philippe de Sajonia-Coburgo y Braganza (1939). Se casó en (1981) con Anna Maria Duarte Nunes.
- María Cristina de Sajonia-Coburgo y Braganza (1945). Se casó en 1971 con Raimondo Dettori.

## Muerte
Doña Teresa Cristina murió el 24 de enero de 1990, a 87 años de edad en Villach, Austria.
| Predecesor: Don Pedro Augusto de Sajonia-Coburgo y Braganza | Jefe de la Casa de Sajonia-Coburgo y Braganza 1934-1990 | Sucesor: Carlos Tasso de Sajonia-Coburgo y Braganza |

- Datos: Q2082888
- Multimedia: Princess Teresa Cristina of Saxe-Coburg and Gotha / Q2082888